# Породично стабло Омејада
Ово је породично стабло династије Омејада, чије је име изведено из имена оснивача династије, Умаје ибн Абд Шемса. Умајин праунук, Муавија I је основао Омејадски халифат 661. године, те је преселио престоницу у Дамаск, Сирију. Суфијанидски огранак којем је Муавија припадао није успео да приграби власт након абдицирања Муавије II 684. године. Власт је прешла у руке Марвана I, који је наставио да управља халифатом све до свргавања Омејада са власти, њиховог масакрирања и доласка Абасида 750. године. Омејадски принц Абдурахман I је успео да пребегне на Иберијско полуострво, где је успоставио независни емират са престоницом у Кордоби. Његови наследници су наставили да владају у Кордоби, да би Абдурахман III уздигао овај емират до статуса халифата 929. године. Халифат у Кордоби се распао на неколико независних таифа (мала исламска краљевства) 1031. године, што је довело до краја омејадске владавине.

## Хронолошка листа чланова породице који су били на власти
- Омејадски халифат у Дамаску

1. Муавија I (661-680)
2. Језид I (680-683)
3. Муавија II (683-684)
4. Марван I (684-685)
5. Абд ал Малик (685—705)
6. Ал Валид I (705-715)
7. Сулејман (715—717)
8. Омар II (717-720)
9. Језид II (720-724)
10. Хишам (724—743)
11. Ел Валид II (743-744)
12. Језид III (744)
13. Ибрахим ибн Ал Валид (744)
14. Марван II (744-750)

- Омејадски емират у Кордоби

1. Абдурахман I (756-788)
2. Хишам I (788-796)
3. Ал Хакам I (796-822)
4. Абдурахман II (822-852)
5. Мухамед I (852-886)
6. Ал Мундир (886—888)
7. Абдулах (888—912)
8. Абдурахман III (912-929)

- Омејадски халифат у Кордоби

1. Абдурахман III (као халифа) (929-961)
2. Ал Хакам II (961-976)
3. Хишам II (976-1008)
4. Мухамед II (1008-1009)
5. Сулејман (1009—1010)
6. Хишам II (1010-1012) поново
7. Сулејман (1012—1017) поново
8. Абдурахман IV (1021-1022)
9. Абдурахман V (1022-1023)
10. Мухамед III (1023-1024)
11. Хишам III (1027-1031)